# Young Gun Silver Fox
Young Gun Silver Fox is een Brits muziekduo, bestaande uit Shawn Lee en Andy Platts. Het duo maakt muziek die gezien kan worden als yacht rock, een combinatie tussen softrock, soul en r&b. Zij hebben vijf albums uitgebracht: West End Coast uit 2015, AM Waves uit 2018, Canyons uit 2020, Ticket to Shangri-La uit 2022 en Pleasure uit 2025.

## Leden
De groepsnaam verwijst naar de rol van Platts in de groep Mamas Gun (Young Gun, wat ook evenveel betekent als "jonge hond") en het lange, zilveren haar van Lee (Silver Fox). Het duo kan worden gezien als supergroep, aangezien beide leden al een succesvolle carrière in de muziek hebben.
Shawn Lee is afkomstig uit Wichita, Kansas en verhuisde in 1995 naar Londen. Hij heeft meer dan dertig albums opgenomen, zowel als solo-artiest, in samenwerking met andere artiesten en als onderdeel van diverse bands. Zo heeft hij een instrumentaal project, genaamd Shawn Lee's Ping Pong Orchestra, dat muziek heeft gemaakt die voorkwam in vele televisieseries, waaronder Malcolm in the Middle, Lost, Desperate Housewives, CSI: Miami, Ugly Betty, Boston Legal, Rodney, Damages en Good Morning America. Ook werd zijn muziek gebruikt in films als Ocean's Thirteen, The Break-Up, The Bank Job en Pool Hall Prophets en in commercials voor BMW, Cinemax, Jaguar, Barclays, Exxon en Head & Shoulders.
Andy Platts werd geboren in Hongkong, waar hij woonde tot hij tien jaar was. Hij speelde in 2006 als gitarist mee op het debuutalbum van Corinne Bailey Rae en tekende datzelfde jaar zijn eigen deal met Zomba Music. Hierdoor kon hij samenwerken met artiesten als Rod Temperton, John Oates, Jed Leiber en Brian Jackson. In 2007 richtte hij de band Mamas Gun op, waar hij optreedt als leadzanger, schrijver en producer. Met hun eerste album Routes to Riches werden zij in 2009 de meest gedraaide internationale artiest op de Japanse radio. De groep heeft sindsdien nog drie albums uitgebracht en speelden in het voorprogramma van Level 42, Beverly Knight, Raphael Saadiq en Ben l'Oncle Soul.

## Geschiedenis
Lee en Platts leerden elkaar in 2005 kennen via MySpace. Platts hoorde het album Soul Visa van Lee, terwijl Lee de zangkunsten van Platts kon waarderen. Zij kregen direct het idee om met elkaar samen te werken, maar het duurde enkele jaren voordat zij aan hun eerste album begonnen. In 2012 begonnen de twee met hun samenwerking als Young Gun Silver Fox. Zij waren geïnspireerd door de Californische muziek aan het eind van de jaren '70. In 2015 kwam hun debuutsingle "You Can Feel It" uit, gevolgd door het debuutalbum West End Coast. Op dit album staat onder meer het nummer "Long Way Back", dat in 2017 in Nederland in de Radio 2 Top 2000 te vinden was.
In 2018 bracht Young Gun Silver Fox hun tweede album uit, AM Waves. Met dit album wilden zij de muziek aanhalen waar Lee in zijn jeugd naar luisterde, voornamelijk uitgezonden op AM-radio. In 2020 kwam het derde album Canyons uit, waar meer blazers op te horen zijn. In 2022 bracht Young Gun Silver Fox hun vierde album uit, Ticket To Shangri-La en in 2025 hun vijfde, Pleasure.

## Discografie[4][10]

### Albums
- 2015: West End Coast
- 2018: AM Waves
- 2020: Canyons
- 2022: Ticket To Shangri-La
- 2025: Pleasure

### Singles
- 2015: "You Can Feel It"
- 2016: "Emilia"
- 2016: "In My Pocket"
- 2016: "See Me Slumber"
- 2016: "Lolita"
- 2017: "Long Way Back"
- 2017: "Midnight in Richmond"
- 2017: "Lenny"
- 2018: "Take It or Leave It"
- 2018: "Love Guarantee"
- 2018: "Kingston Boogie"
- 2018: "Mojo Rising"
- 2019: "Private Paradise"
- 2020: "Whatcha Gonna Do for Me?"
- 2020: "Standing on the Edge"
- 2020: "Kids"
- 2020: "Baby Girl"
- 2022: "West Side Jet"
- 2022: "Rolling Back"
- 2023: "Still Got It Going On"
- 2023: "Moonshine" / "Tip of the Flame"

### Hitnoteringen

#### Albums
| Album met eventuele hitnotering(en) in de Nederlandse Album Top 100 | Datum van verschijnen | Datum van binnenkomst | Hoogste positie | Aantal weken | Opmerkingen |
| ------------------------------------------------------------------- | --------------------- | --------------------- | --------------- | ------------ | ----------- |
| West End Coast                                                      | 13-11-2015            | -                     | -               | -            |             |
| AM Waves                                                            | 20-04-2018            | 28-04-2018            | 44              | 2            |             |
| Canyons                                                             | 21-02-2020            | 29-02-2020            | 37              | 1            |             |
| Ticket To Shangri-La                                                | 2022                  | 29-10-2022            | 15              | 1            |             |
| Pleasure                                                            | 2025                  | 10-05-2025            | 53              | 1            |             |

#### NPO Radio 2 Top 2000
Van Young Gun Silver Fox stond alleen Long Way Back in 2017 in de NPO Radio 2 Top 2000, op plek 1696.